# Хамам махши
Хамам макши (араб. حمام محشي) — голуб фарширований рисом або ж зеленою пшеницею (часто булгуром) та травами. Спочатку його відварюють до готовності, потім смажать або грилюють на вугіллі. Традиційна страва єгипетської кухні ще з часів фараонів.
Як найбільший делікатес цінується голова птаха, якою часто начиняють тушку.
В Єгипті існують птахофабрики, які розводять голубів спеціально для кулінарних цілей.

## Галерея

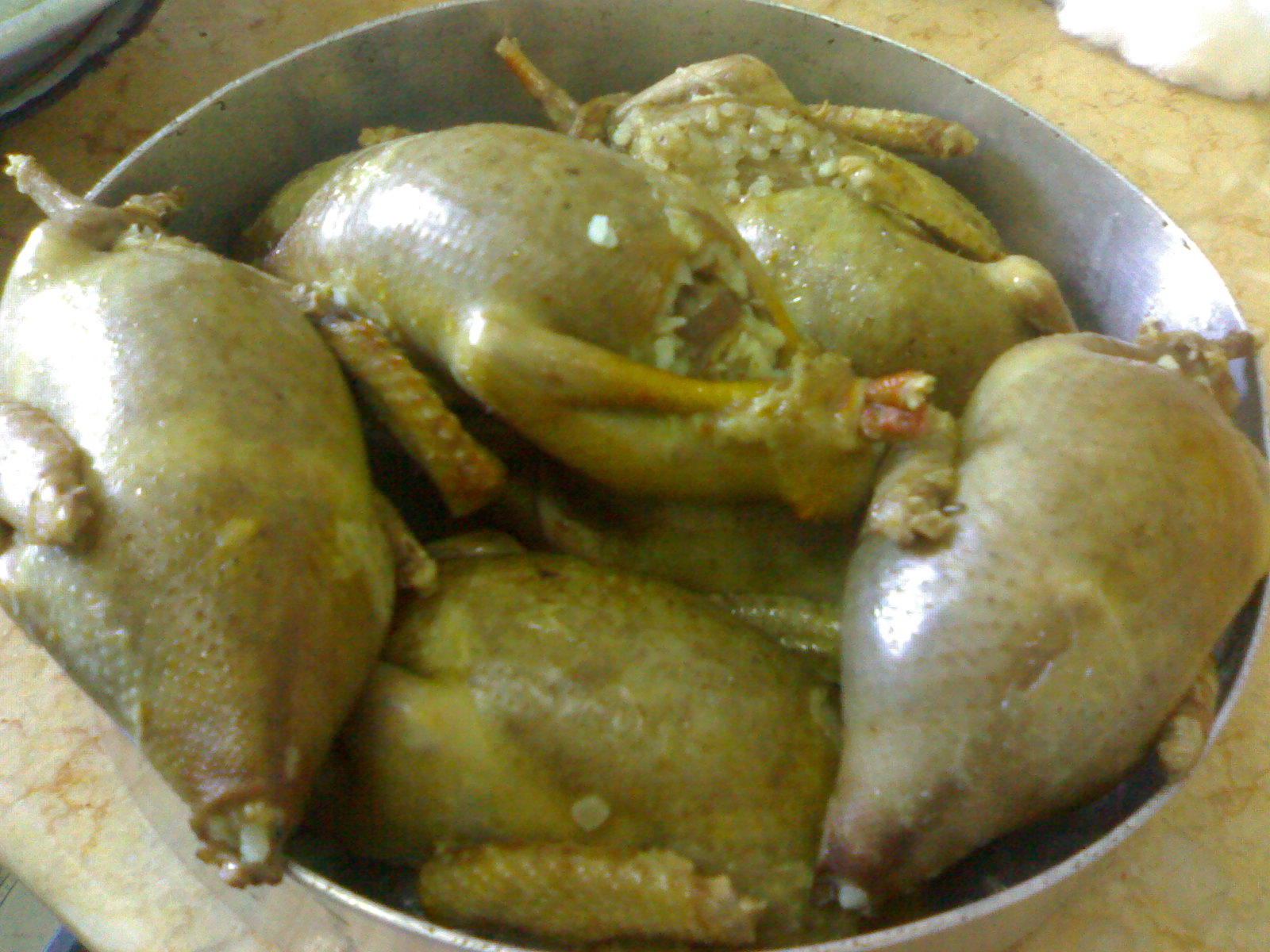
Туші голубів
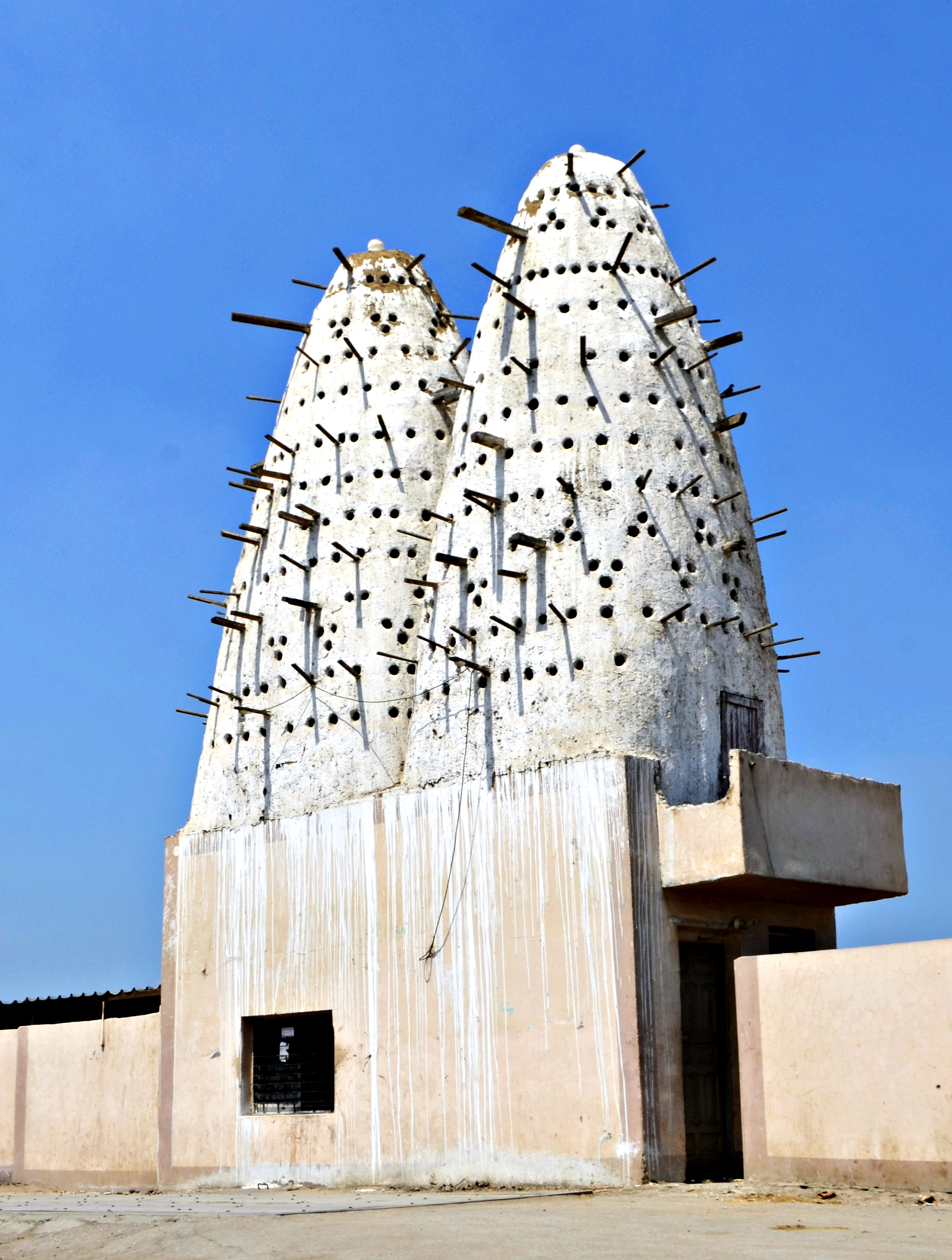
Голубник у Єгипті
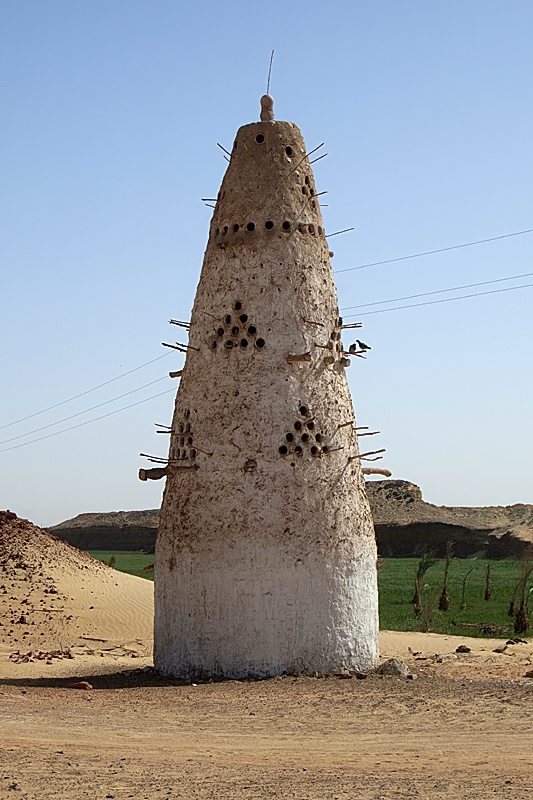
Голубник в Мушії, Єгипет
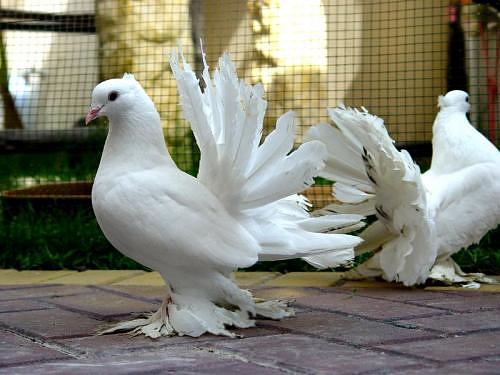
Голуби